# Sabrina Sato
Sabrina Sato Rahal (Penápolis, 4 de fevereiro de 1981) é uma apresentadora, empresária e ex-bailarina brasileira. É um dos grandes destaques do carnaval no país. Ficou conhecida ao integrar por uma década o programa Pânico na TV, tanto na versão radiofônica na Jovem Pan FM como na televisão. Em 2013 foi contratada pela Record, onde apresentou de 2014 até 2019 um programa noturno de auditório que levava o seu nome, o semanal Programa da Sabrina. A partir de março de 2020, Sabrina passou a comandar a atração Domingo Show. O programa teve o seu fim no mesmo ano em 19 de março de 2020.
Sato também estreou como atriz na série de televisão Reality Z, da Netflix. Em 2022 anunciou sua saída da Record após 8 anos na emissora, e assinou contrato com o Grupo Globo, onde foi confirmada como jurada do The Masked Singer Brasil, da TV Globo.

## Biografia e carreira

### 1981–1999: Infância e formação
Sabrina Sato Rahal nasceu e foi criada em Penápolis, cidade do interior de São Paulo. É filha de Omar Rahal, um empresário, filho de um libanês com uma suíça, e de Kika Sato Rahal, uma psicóloga, filha de japoneses. Sabrina tem mais dois irmãos. Durante a infância, já desejava ser atriz. Nesta época fez curso de teatro e balé clássico em sua cidade natal. Aos dezesseis anos, mudou-se para São Paulo com a família, onde, além de buscarem uma vida melhor na cidade grande, seu objetivo era se aprimorar nos estudos de balé clássico e cursar também dança contemporânea, além de aperfeiçoar os estudos em cinema e teatro, e tirar seu registro de atriz. Com estes objetivos conquistados, aos dezoito anos mudou-se sozinha para o Rio de Janeiro, onde foi aprovada no vestibular para estudar dança na Universidade Federal do Rio de Janeiro. Atualmente ela mora em São Paulo.

### 2000–2011:Domingão do Faustão,Big Brother Brasile RedeTV!

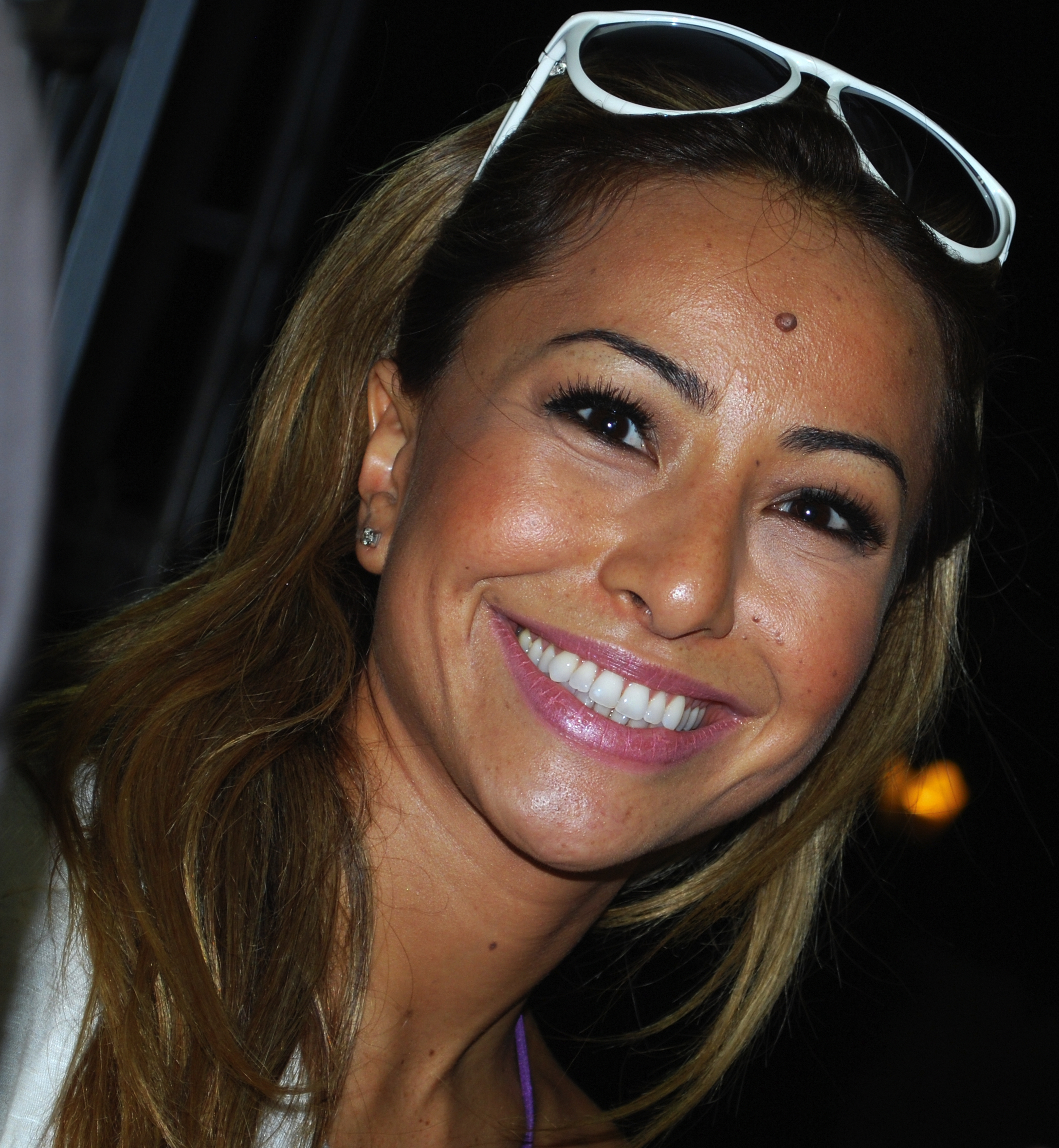
Sabrina Sato, 2009

Em 2000 se tornou dançarina do programa Domingão do Faustão na TV Globo, permanecendo até o ano seguinte. Em 2001 fez uma participação na novela Porto dos Milagres. Em 2003, a emissora selecionou Sato para participar do reality show Big Brother Brasil 3. Ela foi eliminada na oitava semana.  Após sair do BBB, atraiu a atenção da revista Playboy, que estampou Sato no ensaio de capa em maio de 2003. Nos meses seguintes fez várias participações no programa da Jovem Pan Pânico, até ser contratada pela produção em agosto de 2003. Mesmo com o convite da Globo para participar de Da Cor do Pecado, Sabrina decidiu ficar no Pânico, que na época preparava para também estrear uma versão televisiva na RedeTV! No Pânico na TV, Sabrina fazia participações em roupas mínimas, e se viu exposta em matérias de um certo risco. Em 2 de abril de 2006, Sabrina foi afastada do Pânico, tanto na TV quanto no rádio, devido ao seu quadro ter sido o motivo da reclassificação da faixa etária do programa.
Entretanto, logo após o ocorrido, ela continuou a participar do referido programa, por meio de matérias especiais. Por estar fora do programa, Sabrina lança a música "É Verdade". Em agosto do mesmo ano ela volta a integrar o elenco fixo do programa. Depois de 8 anos com seu contrato com a RedeTV! trabalhando no programa Pânico na TV, o elenco sai da emissora e assina contrato com a Rede Bandeirantes.

### 2012–2021:Pânico na Bande Record

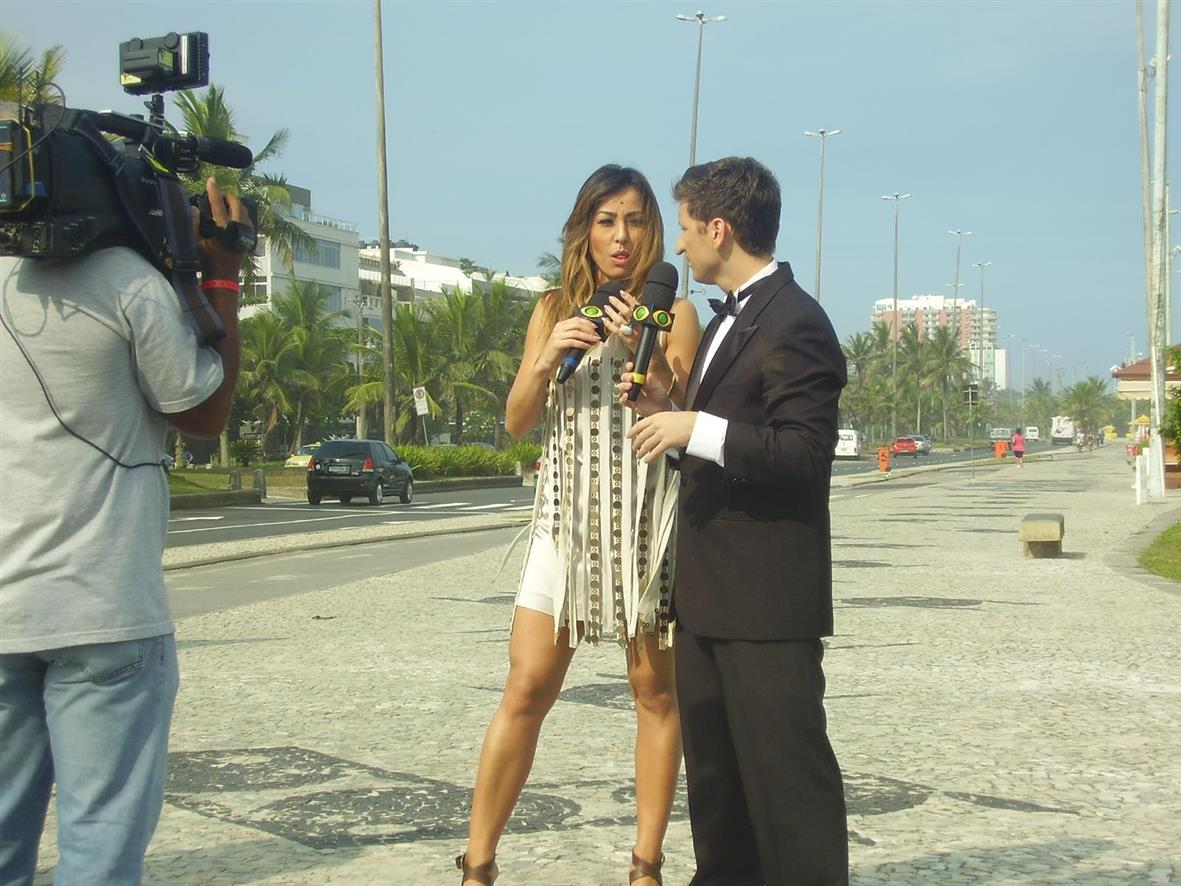
Sabrina Sato ao lado de Daniel Zukerman em uma gravação para o Pânico na Band em 2012

Em 1 de abril de 2012 estreia o Pânico na Band. Em dezembro de 2013, Sabrina anunciou em um texto redigido por ela mesma sua saída do programa Pânico, após 10 anos com a trupe e depois de uma semana com seu nome bombardeado pela imprensa devido a especulações e, posteriormente, a confirmação pela Record de que ela estava em negociação avançada com a emissora para apresentar um programa solo.
Durante aquela semana, a direção da Rede Bandeirantes tentou reverter sua saída, já que ela era a integrante mais rentável comercialmente, responsável por 45% das ações de merchandising da atração. Em 16 de dezembro de 2013, Sabrina assina contrato com a Record e publica uma notificação sobre sua mudança de emissora: "Hoje, dez anos depois, sinto que é hora da filha sair de casa. Tenho inquietações artísticas que preciso perseguir. Algo grita alto dentro de mim dizendo que esse é meu caminho, torto ou reto, o meu caminho, o que eu acredito". Em 26 de abril de 2014 estreou no comando do Programa da Sabrina, apresentado aos sábados no horário nobre da emissora. O programa durou até 30 de março de 2019.

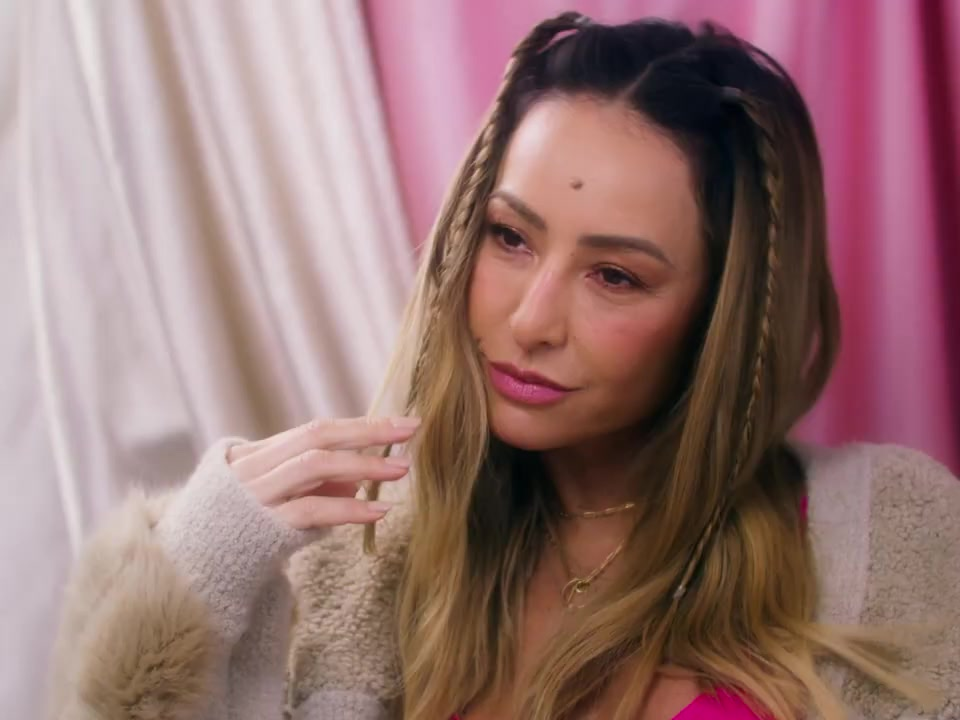
Sabrina Sato, 2021.

De março a junho de 2020, apresentou o reality show Made In Japão. Nesse meio-período, Sato interpretou a personagem Divina na série de televisão Reality Z, da Netflix. Em outubro do mesmo ano, Sato apresentou o reality show Game dos Clones, do Prime Video. Em 2021, Sabrina Sato foi confirmada como a apresentadora do reality show Ilha Record, que teve a sua estreia em julho de 2021, permanecendo por uma temporada.

### 2022–presente: Saída da Record e Grupo Globo
Em março de 2022, se despediu oficialmente da Record, onde ficou por 8 anos. Com o fim do contrato, Sato assinou com o Grupo Globo e compôs a banca do talk show Saia Justa, do GNT, onde permaneceu por uma temporada. Em maio do mesmo ano, Sato estreia como apresentadora do programa Desapegue Se For Capaz, do canal de televisão GNT. Em novembro do mesmo ano, Sato foi confirmada como jurada do The Masked Singer Brasil, da TV Globo, substituindo a humorista e apresentadora Tatá Werneck. Em 17 de agosto de 2023 Sabrina, ao lado do humorista Marcelo Adnet, estreia o programa "Sobre nós dois" no canal de TV GNT. Já em outubro de 2023, Sato estreia o quadro "Essa Eu Quero Ver" no programa Fantástico da TV Globo.

## Vida pessoal
Sabrina lida com o transtorno do déficit de atenção e hiperatividade (TDAH) e fala sobre o tema abertamente.
Em 2003, durante a participação no Big Brother Brasil, Sabrina se envolveu com Dhomini Ferreira, vencedor da edição, com quem teve um breve relacionamento fora da casa. No mesmo ano, Sabrina iniciou um relacionamento com o humorista Carlinhos da Silva, seu colega no Pânico na TV, cujo relacionamento durou até 2005. De 2007 a 2008 namorou o diretor de cinema Ernani Nunes. No ano seguinte, a apresentadora começou a namorar o deputado federal Fabio Faria, com quem se relacionou até 2012. De 2013 a 2015, Sabrina Sato namorou o ator e publicitário João Vicente de Castro.
Em março de 2016, conheceu o ator Duda Nagle. Ambos começaram a namorar e foram morar juntos no mesmo ano, após poucos meses juntos. Em janeiro de 2018 anunciaram o noivado. Em 30 de abril do mesmo ano, eles anunciam que estão esperando a primeira filha do casal, Zoe Sato Rahal Nagle Marques, nascida em 29 de novembro de 2018, através de uma cesariana, em São Paulo. Em 21 de março de 2023, Sabrina veio a público divulgar o termino da relação com Duda após 7 anos de casamento.
Em fevereiro de 2024, começou a namorar com o ator Nicolas Prattes. Em setembro, anunciaram que estavam noivos. Em outubro, Sato anunciou estar grávida pela segunda vez.

## Carnaval

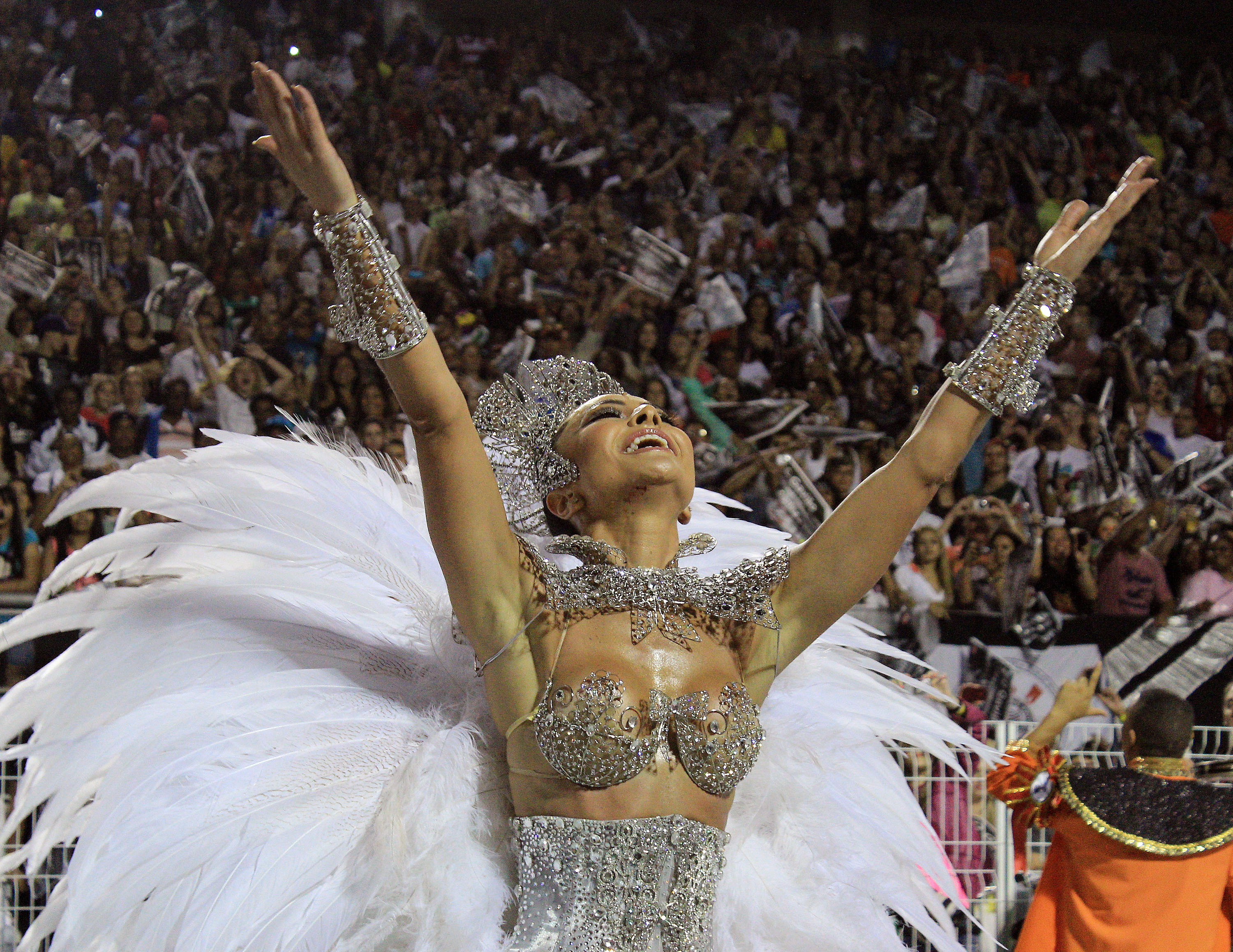
Sabrina durante desfile da Gaviões da Fiel em 2013.

Sabrina estreou no Carnaval em 2004 como musa da escola de samba Gaviões da Fiel, de São Paulo. Em 2010 foi alçada ao posto de madrinha de bateria da escola e, em 2018, se tornou rainha de bateria.
Já no Rio de Janeiro, Sabrina foi musa do Acadêmicos do Salgueiro entre 2005 e 2010. Entre 2011 e 2019 foi rainha de bateria da Unidos de Vila Isabel, em 2020 desfilou como rainha da escola. No dia 7 de agosto de 2021 foi anunciada a sua volta ao posto de rainha da bateria Swingueira de Noel.

## Filmografia

### Televisão
| Ano       | Título                        | Função                  | Nota                   |
| --------- | ----------------------------- | ----------------------- | ---------------------- |
| 2000–2002 | Domingão do Faustão           | Bailarina               |                        |
| 2003      | Big Brother Brasil            | Participante (6º lugar) | Temporada 3            |
| 2003–2012 | Pânico na TV                  | Repórter                |                        |
| 2012–2013 | Pânico na Band                | Repórter                |                        |
| 2014–2019 | Programa da Sabrina           | Apresentadora           |                        |
| 2015–2020 | Família Record                | Apresentadora           | Especial de fim de ano |
| 2020      | Domingo Show com Sabrina Sato | Apresentadora           |                        |
| 2020      | Made In Japão                 | Apresentadora           |                        |
| 2020      | Game dos Clones               | Apresentadora           |                        |
| 2021      | Ilha Record                   | Apresentadora           |                        |
| 2021      | Gincana da Grana              | Apresentadora           |                        |
| 2022–2023 | Desapegue se for Capaz        | Apresentadora           |                        |
| 2022      | Saia Justa                    | Apresentadora           |                        |
| 2023      | Essa Eu Quero Ver             | Apresentadora           | [ 43 ]                 |
| 2023      | Sobre Nós Dois                | Apresentadora           | [ 44 ]                 |
| 2023–2025 | The Masked Singer Brasil      | Jurada                  |                        |
| 2025      | BBB: O Documentário           | Ela mesma               |                        |
| 2025      | Minha Mãe com Seu Pai         | Apresentadora           |                        |

### Cinema
| Ano  | Título           | Personagem     | Notas          |
| ---- | ---------------- | -------------- | -------------- |
| 2004 | A Cartomante     | Cliente        |                |
| 2013 | O Concurso       | Martinha Pinéu |                |
| 2014 | A Grande Vitória | Alice          |                |
| 2017 | Divórcio         | Ela mesma      |                |
| 2017 | Oitavo           | Mari           | Curta-metragem |

### Dublagem
| Ano  | Título                    | Personagem      | Notas        |
| ---- | ------------------------- | --------------- | ------------ |
| 2002 | Lilo & Stitch             | Nani Pelekai    | versão Sigma |
| 2004 | A Terra Encantada de Gaya | Princesa Alanta |              |
| 2006 | Asterix e os Vikings      | Abba            |              |
| 2014 | Khumba                    | Mama V          |              |

## Rádio
| Ano     | Título | Cargo         |
| ------- | ------ | ------------- |
| 2003–09 | Pânico | Apresentadora |

## Discografia
| Título      | Ano  | Álbum                         |
| ----------- | ---- | ----------------------------- |
| "É Verdade" | 2006 | Não adicionado a nenhum álbum |

## Prêmios e indicações
| Ano  | Prêmio                    | Categoria                                            | Trabalho              | Resultado | Ref.                |
| ---- | ------------------------- | ---------------------------------------------------- | --------------------- | --------- | ------------------- |
| 2009 | ISTOÉ Gente               | Personalidade do Ano na Televisão                    | Pânico na TV          | Venceu    | [ 52 ]              |
| 2010 | Meus Prêmios Nick         | Gata do Ano                                          | Sabrina Sato          | Venceu    | [ 53 ]              |
| 2011 | Meus Prêmios Nick         | Twitter Favorito                                     | Sabrina Sato          | Indicada  | [ 54 ]              |
| 2011 | Meus Prêmios Nick         | Gata do Ano                                          | Sabrina Sato          | Indicada  |                     |
| 2014 | Troféu Gato de Prata      | Alegria da Passarela: Melhor Rainha de Bateria       | Unidos de Vila Isabel | Venceu    | [ 55 ]              |
| 2014 | Retrospectiva UOL         | Melhor Apresentadora                                 | Programa da Sabrina   | Indicada  |                     |
| 2014 | Prêmio Quem de Televisão  | Melhor Apresentador                                  | Programa da Sabrina   | Indicada  |                     |
| 2015 | Prêmio TV Foco            | Melhor Apresentadora                                 | Programa da Sabrina   | Indicada  |                     |
| 2015 | Troféu Internet           | Melhor Animadora ou Apresentadora de Auditório de TV | Programa da Sabrina   | Indicada  | [ 56 ]              |
| 2015 | Troféu Imprensa           | Melhor Animadora ou Apresentadora de Auditório de TV | Programa da Sabrina   | Indicada  | [ 57 ]              |
| 2015 | Prêmio Geração Glamour    | Melhor Apresentadora                                 | Programa da Sabrina   | Venceu    | [ 58 ]              |
| 2015 | Meus Prêmios Nick         | Gata do Ano                                          | Sabrina Sato          | Indicada  | [ 59 ]              |
| 2015 | Prêmio Quem de Televisão  | Melhor Apresentador                                  | Programa da Sabrina   | Indicada  | [ 60 ]              |
| 2016 | Troféu Internet           | Melhor Animadora ou Apresentadora de Auditório de TV | Programa da Sabrina   | Indicada  | [ 61 ]              |
| 2016 | Troféu Imprensa           | Melhor Animadora ou Apresentadora de Auditório de TV | Programa da Sabrina   | Indicada  | [ 62 ]              |
| 2017 | Troféu Internet           | Melhor Animadora ou Apresentadora de Auditório de TV | Programa da Sabrina   | Indicada  | [ 61 ]              |
| 2017 | Troféu Imprensa           | Melhor Animadora ou Apresentadora de Auditório de TV | Programa da Sabrina   | Indicada  | [carece de fontes?] |
| 2017 | Prêmio Jovem Brasileiro   | Melhor Apresentador(a)                               | Programa da Sabrina   | Indicada  | [ 63 ]              |
| 2017 | Troféu Gato de Prata      | Melhor Rainha de Bateria                             | Unidos de Vila Isabel | Venceu    | [ 64 ]              |
| 2017 | Prêmio Geração Glamour    | Mulher que Faz: Humanitária do Ano                   | Sabrina Sato          | Venceu    | [ 65 ]              |
| 2018 | Troféu Internet           | Melhor Animadora ou Apresentadora de Auditório de TV | Programa da Sabrina   | Indicado  | [ 61 ]              |
| 2019 | Tamborim de Ouro          | Melhor Rainha de Bateria                             | Unidos de Vila Isabel | Venceu    | [ 66 ]              |
| 2020 | Prêmio F5                 | Mulher Mais Sexy                                     | Sabrina Sato          | Indicada  |                     |
| 2020 | Prêmio F5                 | Casal do Ano                                         | Sabrina e Duda Nagle  | Indicada  |                     |
| 2020 | Prêmio Área VIP           | Melhor Canal do YouTube                              | Canal Sabrina Sato    | Indicado  |                     |
| 2020 | Prêmio Área VIP           | Vip do Ano                                           | Sabrina Sato          | Indicado  |                     |
| 2021 | Prêmio iBest              | Influenciador do Ano São Paulo                       | Sabrina Sato          | Indicada  |                     |
| 2021 | MTV Millennial Awards     | Style do Ano                                         | Sabrina Sato          | Indicado  |                     |
| 2021 | Melhores do Ano NaTelinha | Melhor Apresentadora                                 | Ilha Record           | Indicado  |                     |
| 2021 | Prêmio Notícias da TV     | Apresentador ou apresentadora de TV                  | Ilha Record           | Indicado  |                     |